# كلير كوركي
كلير كوركي (بالإنجليزية: Claire Corky)‏ هي لاعبة اتحاد الرغبي نيوزيلندية، ولدت في 2 أبريل 1984 في Wairoa ‏ في نيوزيلندا.